# Estación de Riachos-Torres Novas-Golegã
La Estación de Riachos-Torres Novas-Golegã, igualmente conocida como Estación de Riachos, es una plataforma de la línea del Norte, que sirve a la parroquia de Riachos, en el ayuntamiento de Torres Novas, en Portugal.

## Características

### Localización y accesos
Se encuentra junto a la localidad de Riachos, con acceso por la avenida de la estación.

### Descripción física
En enero de 2011, contaba con dos vías de circulación, con 1.084 y 1.080 metros de longitud; ambas plataformas tenían 210 metros de extensión y 40 centímetros de altura.